# Ieremia Tabai
Sir Ieremia Tabai, nuova grafia Tabwai (Nonouti, 16 dicembre 1950), è un politico gilbertese.

## Biografia
A soli 27 anni diventa Primo ministro (Chief minister) delle isole Gilbert, battendo Babera Kirata nel marzo 1978, prima di diventare il più giovane Capo di Stato del Commonwealth delle nazioni il 12 luglio 1979, diventando Presidente (Beretitenti) delle Kiribati fino al 1991, 12 anni di presidenza in totale ossia la durata massima prevista dalla Costituzione.
È parlamentare alla Maneaba ni Maungatabu (dal 2007, ultima elezione nell’aprile 2020).